# Detlef Kuhlbrodt
Detlef Kuhlbrodt (* 25. August 1961 in Bad Segeberg) ist ein deutscher Autor und freier Journalist.

## Leben und Wirken
Kuhlbrodt wurde als Sohn eines Heizungsmonteurs und einer Phonotypistin in Bad Segeberg geboren. Er studierte an der FU Berlin Allgemeine und vergleichende Literaturwissenschaft, Religionswissenschaft und Philosophie. Kuhlbrodts erste Veröffentlichung erschien 1986 in dem von Ingeborg Drewitz herausgegebenen Buch Junge Menschen messen ihre Erwartungen aus, und die Messlatten stimmen nicht mehr – die Herausforderung: Tod. Ende der 1980er-Jahre begann er, für die Tageszeitung taz zu schreiben. Für kurze Zeit war er fester Mitarbeiter des Spiegel. In den 1990er-Jahren gehörte er zu den Autoren der von Walter Keller und Michael Rutschky herausgegebenen Zeitschrift Der Alltag: Die Sensationen des Gewöhnlichen. Kuhlbrodts Texte erscheinen vor allem in der taz, aber auch in Die Zeit, bei Spex und in zahlreichen anderen Medien. Im Jahr 2008 erhielt er den Ben-Witter-Preis mit der Begründung, dass er die „klassische Kunst des Feuilletons neu belebt habe“. In einer Buchrezension bezeichnete ihn Frank Schäfer im Tagesspiegel als „klassischen Feuilletonisten“ und „genuinen Zeitungsschreiber“, der ein Chronist Berlins sei. Bislang hat Kuhlbrodt zwei Bücher im Suhrkamp Verlag veröffentlicht. Kuhlbrodt betreibt dort einen Blog. Er lebt in Berlin.

## Auszeichnungen
- 2008: Ben-Witter-Preis

## Bibliografie (Belletristik)
- Morgens leicht, später laut: Singles. Suhrkamp, Frankfurt am Main 2007. ISBN 978-3-518-12517-5.
- Umsonst und draußen. Suhrkamp, Berlin 2013. ISBN 978-3-518-12584-7.